# Meurtres à Nordholm
Meurtres à Nordholm est une série télévisée policière produite par la ZDF et diffusée à intervalles irréguliers depuis février 2015. Chaque enquête est diffusée en deux parties.

## Synopsis
L'action se situe à Nordholm, ville (fictive) du nord de l'Allemagne, d'où le titre.
Cette série relate les enquêtes menées conjointement par la policière Hella Christensen et l'officier Simon Kessler. Christensen vit en famille, Kessler est un grand solitaire : ces deux caractères différents devront composer afin de résoudre, ensemble, quelques affaires criminelles sordides qui secouent cette petite ville pourtant bien tranquille.
À partir de la saison 4 (2023), Lena Jansen prend la succession de Hella Christensen en tant que policière.

## Distribution
| Acteur              | Nom de rôle          | Épisodes | Période          | Rôle                              |
| ------------------- | -------------------- | -------- | ---------------- | --------------------------------- |
| Heino Ferch         | Simon Kesler         | 1-       | 2015–            | Officier de police                |
| Isabelle Polak      | Léna Jansen          | 7-       | 2023–            | Policière et successeuse de Hella |
| Barbara Auer        | Hella Christensen    | 1-8      | 2015–2023        | Policière                         |
| Rainer Bock         | Johannes Christensen | 1-6      | 2015–2020        | Mari de Hella                     |
| Chris Verès         | Martin Christensen   | 1-2      | 2015             | Fils de Hella et Johannes         |
| Luc Matt Röntgen    | Sven Christensen     | 1-2      | 2015             | Fils de Hella et Johannes         |
| Finn Fiebig         | Sven Christensen     | 3-4      | 2019             | Fils de Hella et Johannes         |
| Nick Julius Schuck  | Sven Christensen     | 5-       | 2020–            | Fils de Hella et Johannes         |
| Gustav Peter Wohler | Uwe Hahn             | 1-       | 2015–            | Hôtelier                          |
| Anja Kling          | Silke Broder         | 1-4, 7-  | 2015–2019, 2023– | Voisine et amie de Hella          |
| Jörg Schüttauf      | Hauke Broder         | 1-2      | 2015             | Mari de Silke                     |
| Patrick de Blume    | Hauke Broder         | 7-       | 2023–            | Mari de Silke                     |
| Lilly Barshy        | Charlotte Broder     | 1-       | 2015–            | Fille de Silke et de Hauke        |

## Liste des épisodes
| N° | Titre français                   | 1re diffusion   | Réalisation   | Scénario                      | Audience (Allemagne) |
| -- | -------------------------------- | --------------- | ------------- | ----------------------------- | -------------------- |
| 1  | Une si jolie morte (partie 1)    | 9 février 2015  | Thomas Berger | Stefan Holtz, Florian Iwersen | 7,18 M. (21,1% PDM)  |
| 2  | Une si jolie morte (partie 2)    | 11 février 2015 | Thomas Berger | Stefan Holtz, Florian Iwersen | 8,02 M. (24,7% PDM)  |
| 3  | Une famille disparue (partie 1)  | 7 janvier 2019  | Thomas Berger | Thomas Berger                 | 6,95 M. (21,4% PDM)  |
| 4  | Une famille disparue (partie 2)  | 8 janvier 2019  | Thomas Berger | Thomas Berger                 | 6,75 M. (20,7% PDM)  |
| 5  | La fille sur la plage (partie 1) | 6 janvier 2020  | Thomas Berger | Thomas Berger                 | 6,27 M. (19,2% PDM)  |
| 6  | La fille sur la plage (partie 2) | 8 janvier 2020  | Thomas Berger | Thomas Berger                 | 6,18 M. (19,8% PDM)  |
| 7  | Une femme à la mer (partie 1)    | 2 janvier 2023  | Thomas Berger | Thomas Berger                 | 6,99 M. (23,4% PDM)  |
| 8  | Une femme à la mer (partie 2)    | 3 janvier 2023  | Thomas Berger | Thomas Berger                 | 6,33 M. (22,0% PDM)  |

## Lieux de tournage
Les prises de vue en extérieur ont eu lieu à Lütjenburg et autour de cette ville.

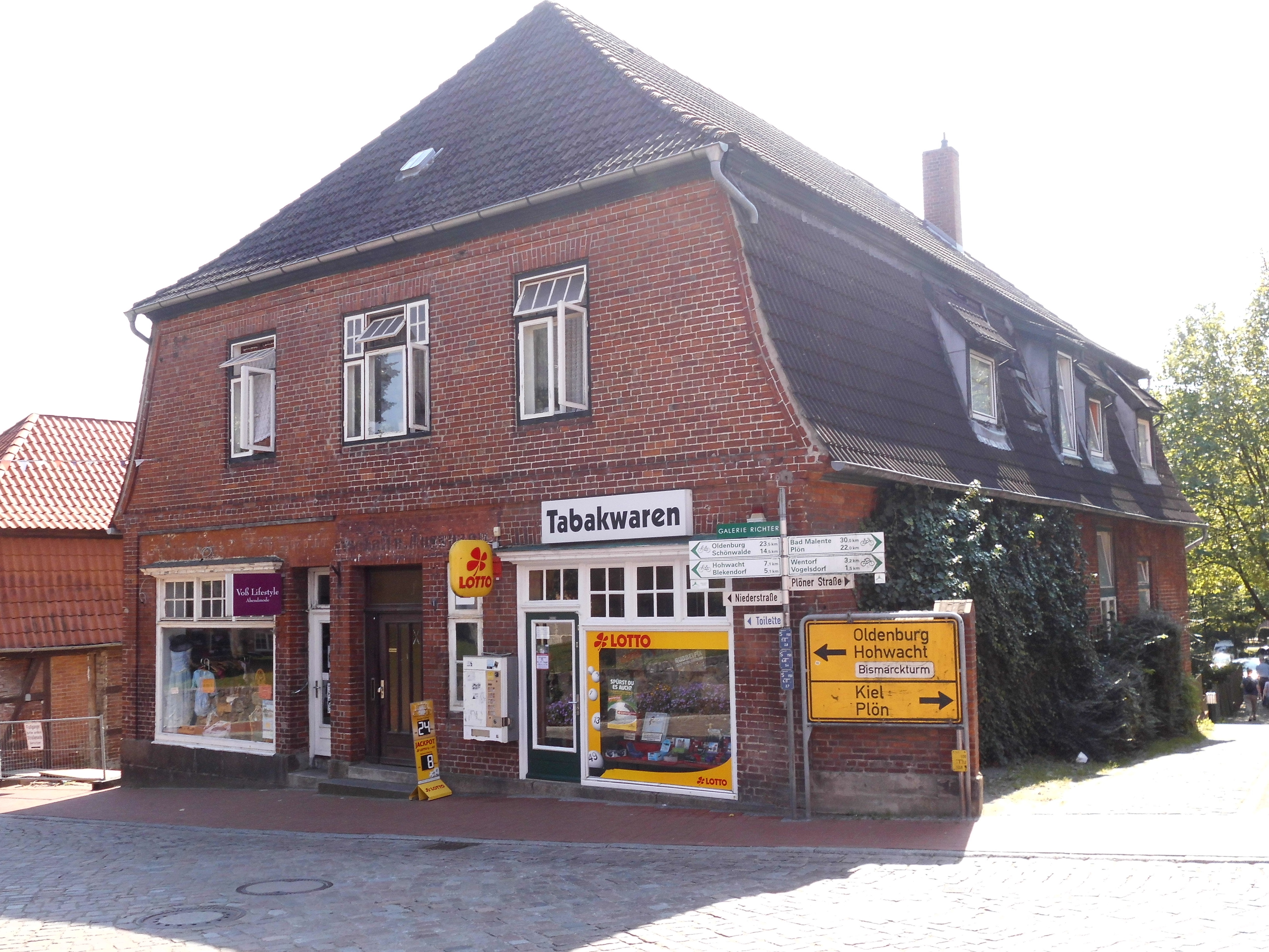
La maison de la Niederstrasse 1 à Lütjenburg qui a servi de décor pour la librairie Broder.